# USS O'Flaherty (DE-340)
USS O'Flaherty (DE-340) là một tàu hộ tống khu trục lớp John C. Butler từng phục vụ cùng Hải quân Hoa Kỳ trong Chiến tranh Thế giới thứ hai. Nó là chiếc tàu chiến duy nhất của Hải quân Hoa Kỳ được đặt cái tên này, theo tên Thiếu úy Hải quân Frank Woodrow O'Flaherty (1918–1942), phi công từng phục vụ cùng Liên đội Tuần tiễu VS-6 trên tàu sân bay Enterprise (CV-6), đã tham gia trận Midway rồi bị Hải quân Nhật bắt sống và giết hại vào ngày 15 tháng 6, 1942; Thiếu úy O'Flaherty được truy tặng Huân chương Chữ thập Hải quân. Nó đã phục vụ trong suốt Thế chiến II, được cho ngừng hoạt động sau khi xung đột chấm dứt, rồi cuối cùng bị bán để tháo dỡ vào năm 1980. O'Flaherty được tặng thưởng bốn Ngôi sao Chiến trận do thành tích phục vụ trong Thế Chiến II.

## Thiết kế và chế tạo
Lớp John C. Butler được thiết kế nhằm đáp ứng nhu cầu một số lượng lớn nhưng rẻ tiền của một kiểu tàu hộ tống chống tàu ngầm để hộ tống các đoàn tàu vận tải vượt đại dương, nên chỉ trang bị vũ khí chống hạm nhẹ. Lớp tàu này là một phần của đơn đặt hàng 720 tàu hộ tống cần được hoàn tất vào cuối năm 1944, nhưng số lượng chế tạo sau đó được cắt giảm đáng kể.

### Đặc tính chung

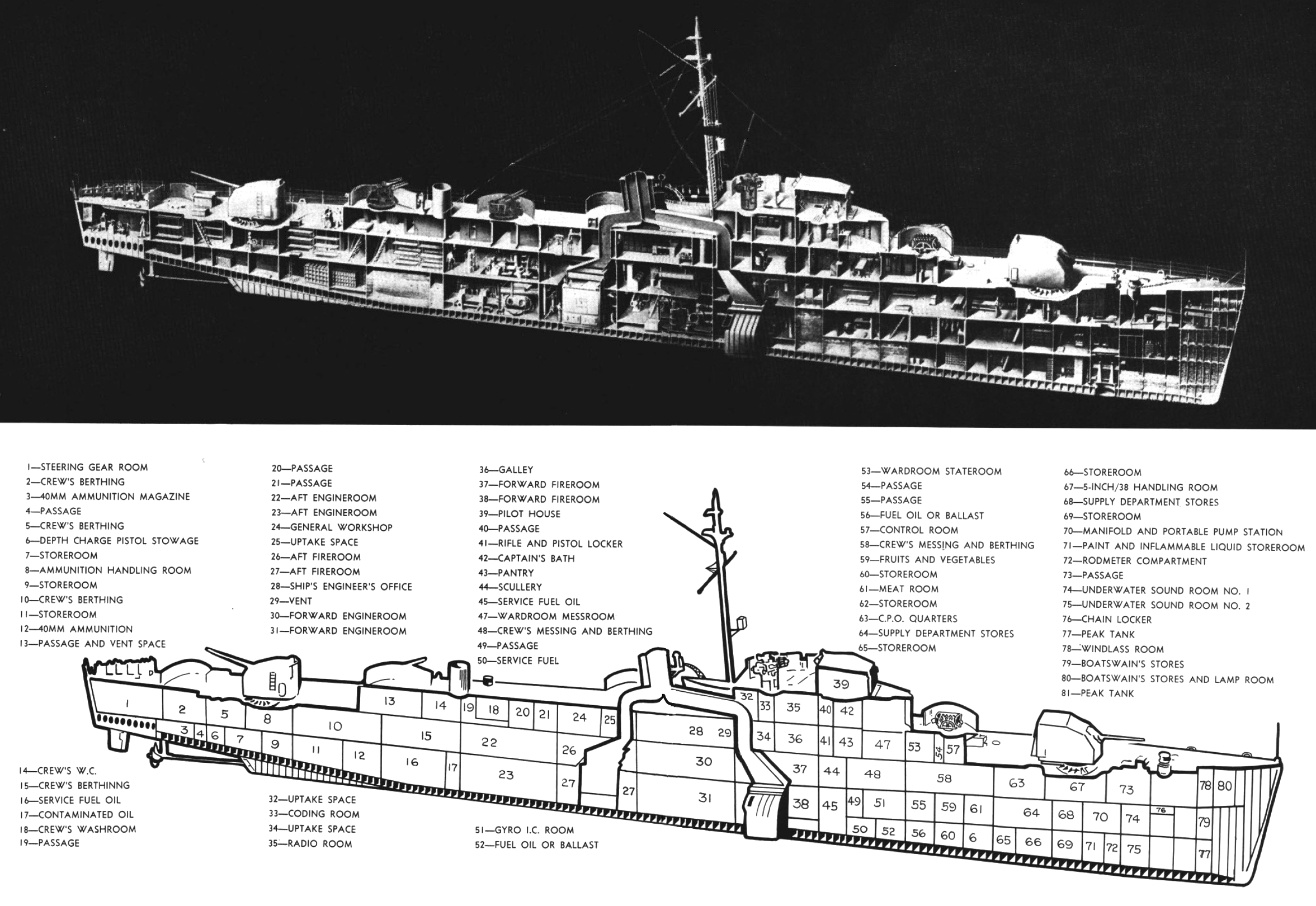
Sơ đồ một tàu hộ tống khu trục tiêu biểu của Hải quân Hoa Kỳ

O'Flaherty có chiều dài chung 306 foot (93,3 m), mạn tàu rộng 36 foot 10 inch (11,2 m) và mớn nước 13 foot 4 inch (4,1 m). Nó có trọng lượng choán nước tiêu chuẩn 1.350 tấn Anh (1.372 t), và lên đến 1.745 tấn Anh (1.773 t) khi đầy tải, với một thủy thủ đoàn bao gồm 14 sĩ quan và 201 thủy thủ.

### Động lực
Con tàu được vận hành bởi hai turbine hơi nước hộp số Westinghouse; hơi nước được cung cấp bởi hai nồi hơi "D" Express, tạo ra công suất 12.000 mã lực càng (8.900 kW) và cho phép đạt được tốc độ tối đa 24 hải lý trên giờ (44 km/h; 28 mph). Nó có tầm hoạt động 6.000 hải lý (11.000 km; 6.900 mi) ở tốc độ đường trường 12 hải lý trên giờ (22 km/h; 14 mph).

### Vũ khí và cảm biến
Dàn vũ khí chính của O'Flaherty bao gồm hai tháp pháo 5-inch/38 caliber đa dụng nòng đơn, bố trí phía trước và phía sau cấu trúc thượng tầng nhằm đối phó những mục tiêu tàu nổi và trên không; chúng được dẫn đường bởi hệ thống điều khiển hỏa lực Mark 51. Ngoài ra con tàu còn trang bị hai khẩu đội Bofors 40 mm L/60 phòng không nòng đôi, bắn thượng tầng bên trên tháp pháo 5-inch, và mười khẩu Oerlikon 20 mm phòng không nòng đơn cũng được dẫn đường bởi hệ thống Mark 51. Ngoài ba ống phóng ngư lôi 21 inch (533 mm), vũ khí chống ngầm bao gồm hai đường ray thả mìn sâu, tám máy phóng mìn sâu K-gun cùng một dàn súng cối chống ngầm Hedgehog. Con tàu được trang bị sonar kiểu QC, radar dò tìm mặt biển SL và radar dò tìm không trung SA.

### Chế tạo
O'Flaherty được đặt lườn tại xưởng tàu của hãng Consolidated Steel Corporation ở Orange, Texas vào ngày 4 tháng 10, 1943. Nó được hạ thủy vào ngày 14 tháng 12, 1943, được đỡ đầu bởi nữ Thiếu úy Lavada M. O’Flaherty, em của Thiếu úy Frank Woodrow O'Flaherty, và được cho nhập biên chế cùng Hải quân Hoa Kỳ vào ngày 8 tháng 4, 1944 dưới quyền chỉ huy của Hạm trưởng, Thiếu tá Hải quân Duane Wesley Farnham.

## Lịch sử hoạt động

### 1944

#### Chạy thử máy - Các hoạt động ban đầu
Sau khi được nhận đạn dược và tiếp liệu tại cảng Orange, O'Flaherty thử nghiệm tác xạ ngoài khơi eo biển Sabine, rồi được trang bị hoàn thiện tại xưởng tàu của hãng Todd tại Galveston và được khử từ trước khi lên đường đi Bermuda vào ngày 25 tháng 4, 1944. Trong thành phần Hạm đội Đại Tây Dương, nó tiến hành chạy thử máy ngoài khơi hòn đảo trong suốt tháng 5. Quay trở về Xưởng hải quân Boston, con tàu được sửa chữa và hiệu chỉnh sau chạy thử máy.

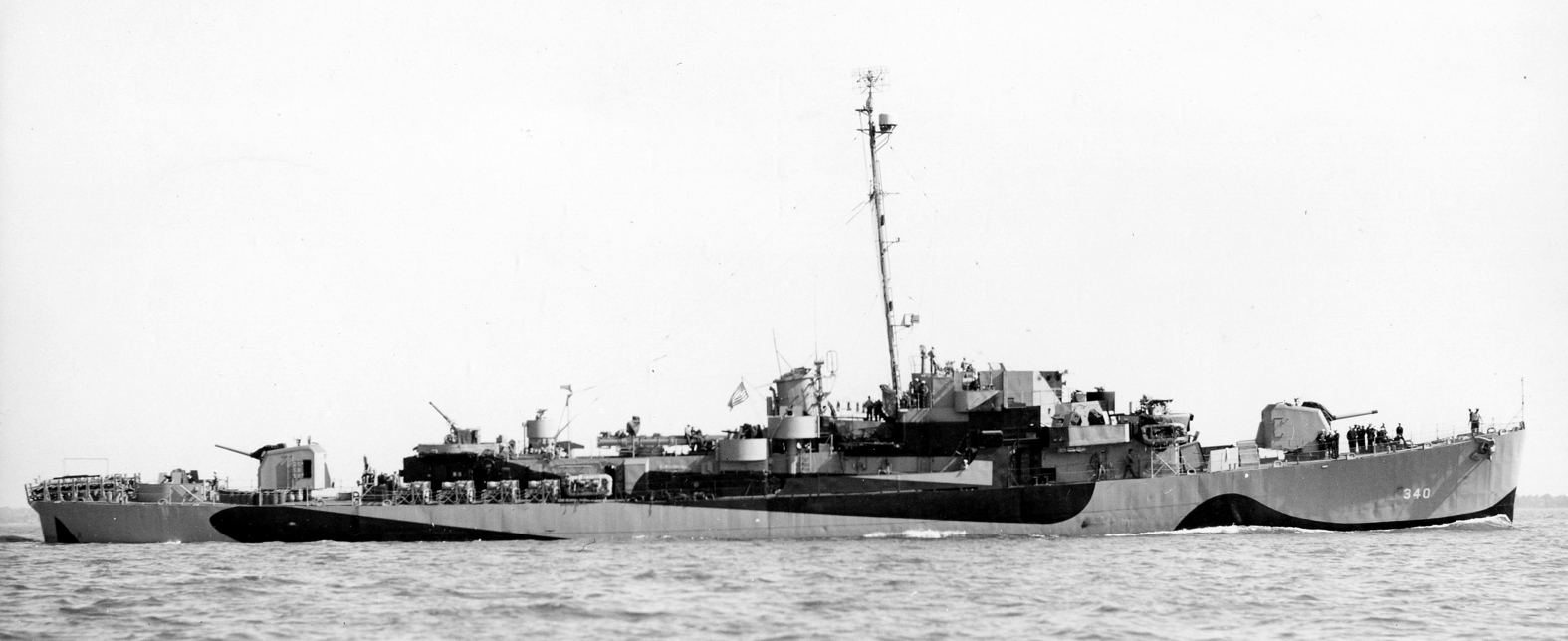
USS O'Flaherty tại Boston vào ngày 8 tháng 6 năm 1944.

Đến đầu tháng 6, O'Flaherty lên đường đi Norfolk, Virginia để tham gia thành phần hộ tống cho thiết giáp hạm New York (BB-34), vốn đang thực hiện chuyến đi thực tập dành cho học viên sĩ quan thuộc Học viện Hải quân Hoa Kỳ. Nó đã hộ tống cho New York đi đến Trinidad, rồi khởi hành từ đây vào ngày 20 tháng 6 để cùng tàu chị em Jack Miller (DE-410) đi đến vùng kênh đào Panama. Băng qua kênh đào ba ngày sau đó, họ gia nhập Hạm đội Thái Bình Dương và tiếp tục hành trình, ghé qua San Diego, California trước khi hướng sang quần đảo Hawaii. Đi đến Trân Châu Cảng vào ngày 12 tháng 7, nó tháp tùng để bảo vệ cho tàu sân bay hộ tống Rudyerd Bay (CVE-81) trong chặng đường đi đến Majuro từ ngày đến ngày20 đến ngày 26 tháng 7. Sau khi đến nơi, nó tiếp tục đi đến để hộ tống cho chiếc tàu chở quân Sea Fiddler đi đến Eniwetok vào cuối tháng đó.

#### Hộ tống vận tải tại Guam và Eniwetok
Vào đầu tháng 8, O'Flaherty khởi hành từ Eniwetok để hộ tống cho chiếc Santee đi đến Guam, nơi chiếc tàu sân bay hộ tống tung máy bay ra hỗ trợ cho trận chiến nhằm tái chiếm hòn đảo này vào ngày 4 tháng 8.  Trong bốn ngày tiếp theo chiếc tàu hộ tống khu trục tuần tra để bảo vệ các tàu vận chuyển tại khu vực đổ bộ vào ban đêm, và tuần tra chống tàu ngầm vào ban ngày. Sau đó nó lên đường hộ tống cho chiếc tàu sửa chữa Grapple (ARS-7) đi Eniwetok, đến nơi vào ngày 12 tháng 8. Sáu ngày sau, nó rời Eniwetok hộ tống một đoàn tàu chở dầu hướng đến đảo Manus thuộc quần đảo Admiralty, đến nơi vào ngày 28 tháng 8. Quay trở lại Eniwetok vào ngày 2 tháng 9, nó lại lên đường đi Manus trong chuyến đi kéo dài tám ngày, hộ tống cho tàu tiếp liệu khu trục Piedmont (AD-17) và tàu chở đạn Lassen (AE-3).
Sau khi quay trở về Eniwetok, O'Flaherty lên đường vào ngày 19 tháng 9, hộ tống cho chiếc tàu tiếp dầu Ashtabula (AO-51) và tàu buôn Polau Laut đi Guadalcanal. Tuy nhiên chỉ hai ngày sau đó, nó hoán đổi nhiệm vụ với một đoàn tàu khác, hộ tống chiếc tàu kho chứa Talita (AKS-8) và tàu chở hàng Zebra (AKN-5) quay trở lại Eniwetok, đến nơi vào ngày 24 tháng 9. Chiếc tàu hộ tống khu trục được sửa chữa và bảo trì cho đến ngày 2 tháng 10. Vào đêm 2-3 tháng 10, nó phải di chuyển 600 mi (970 km) để giải cứu những người sống sót của một thủy phi cơ PBM Mariner thuộc Liên đội Tuần tra Ném bom VP-21 bị rơi trên biển, cứu vớt được toàn bộ đội bay vào ngày 4 tháng 10. Sau khi quay trở lại Eniwetok, nó lên đường đi Guadalcanal hộ tống cho chiếc tàu chở quân SS Alcoa Polaris, nhưng được thay phiên giữa chặng đường bởi một tàu hộ tống khác để chuyển hướng đến Manus. Rời Manus vào ngày 12 tháng 10, nó tháp tùng để bảo vệ cho tàu sân bay hộ tống Hollandia (CVE-97) trong hành trình đi Majuro. Sau khi hoàn thành nhiệm vụ, nó quay trở về Eniwetok, rồi được lệnh quay trở về Trân Châu Cảng ngang qua Majuro.

#### Hoạt động tìm-diệt tàu ngầm
Đi vào Xưởng hải quân Trân Châu Cảng vào ngày 26 tháng 10, O'Flaherty được trang bị bổ sung một Trung tâm Thông tin Tác chiến (CIC: Combat Information Center), rồi gia nhập một đội đặc nhiệm tìm-diệt tàu ngầm, được hình thành chung quanh tàu sân bay hộ tống Corregidor (CVE-58). Đơn vị tiến hành điều tra các báo cáo về hoạt động của tàu ngầm Nhật Bản tại khu vực giữa Hawaii và vùng bờ Tây. O'Flaherty trở thành soái hạm của Đội hộ tống 64 vào cuối tháng 10,  và đã dành phần lớn tháng 11 cho nhiệm vụ tuần tra cùng đội đặc nhiệm, cho dù đã không bắt gặp đối thủ nào. Vào ngày 16 tháng 11, nó đã giúp cứu vớt đội bay của một chiếc máy bay ném bom-ngư lôi TBM Avenger của Corregidor bị rơi xuống biển khi tìm cách hạ cánh xuống chiếc tàu sân bay vào ban đêm, tuy nhiên một thành viên đội bay đã qua đời trên tàu. Đội tim-diệt được giải tán sau khi quay trở về Trân Châu Cảng vào ngày 19 tháng 11, và con tàu được bảo trì và sửa chữa.
Trong giai đoạn từ ngày 6 đến ngày 10 tháng 12, O'Flaherty phục vụ canh phòng máy bay cho Makassar Strait (CVE-91), khi chiếc tàu sân bay hộ tống hoạt động huấn luyện bay tại khu vực quần đảo Hawaii; nó đã cứu vớt một phi công bị rơi máy bay sau khi cất cánh. Nó thực hành chống tàu ngầm phối hợp cùng chiếc S-46 (SS-157) trong các ngày 12 và 13 tháng 12, rồi lên đường vào ngày 15 tháng 12 tháp tùng để bảo vệ tàu sân bay hộ tống Wake Island (CVE-65) đi sang Manus. Khi đến nơi vào ngày 26 tháng 12, nó gia nhập Đơn vị Đặc nhiệm 77.4.3 dưới quyền Chuẩn đô đốc Ralph A. Ofstie, làm nhiệm vụ bảo vệ trên không cho Lực lượng Đặc nhiệm 79, là lực lượng đổ bộ trực thuộc Đệ Thất hạm đội sẽ đổ bộ lên vịnh Lingayen. Nó khởi hành vào ngày 31 tháng 12 trong thành phần hộ tống cho đơn vị đặc nhiệm, vốn hình thành chung quanh các tàu sân bay hộ tống Kitkun Bay (CVE-71) và Shamrock Bay (CVE-84). Trong ngày 5 tháng 1, 1945, nó tìm kiếm một phi công bị rơi máy bay sau khi cất cánh từ tàu sân bay Kitkun Bay nhưng không có kết quả.

### 1945

#### Hoạt động tại vịnh Lingayen
Khi Lực lượng Đặc nhiệm 79 tiếp cận Lingayen, họ trở thành mục tiêu của các đợt không kích tự sát Kamikaze.   Vào sáng ngày 8 tháng 1, O'Flaherty nổ phát súng đầu tiên trong chiến đấu nhắm vào một máy bay đối phương đang tiếp cận Đội đặc nhiệm 79.1. Sau đó nó lại nổ súng vào một chiếc Kamikaze đơn độc, nhưng không ngăn được chiếc Nakajima Ki-43 đâm trúng Kitkun Bay, khiến chiếc tàu sân bay tạm thời bị loại khỏi vòng chiến. Nó tiếp tục nổ súng ngăn chặn máy bay đối phương để bảo vệ cho các tàu hộ tống khác đang trợ giúp Kitkun Bay.
Sau khi Kitkun Bay lên đường quay trở về căn cứ để được sửa chữa, O'Flaherty được phái sang tháp tùng các tàu sân bay hộ tống thuộc Đơn vị Đặc nhiệm 77.4.2 dưới quyền Chuẩn đô đốc Felix Stump, khi họ hỗ trợ trên không cho cuộc đổ bộ lên Lingayen vào ngày 11 tháng 1. Đến ngày 17 tháng 1, nó bảo vệ cho các tàu sân bay hộ tống rút lui về Ulithi sau khi bãi đổ bộ được bình định, rồi vào ngày hôm sau đã tìm kiếm một thủy thủ bị sóng cuốn qua mạn tàu sân bay Lunga Point nhưng không có kết quả. Sau khi về đến Ulithi vào ngày 23 tháng 1, chiếc tàu hộ tống khu trục được tiếp liệu, rồi tham gia diễn tập tổng dượt đổ bộ tại các đảo về phía Đông Ulithi từ ngày 3 đến ngày 6 tháng 2, nhằm chuẩn bị cho cuộc đổ bộ tiếp theo lên Iwo Jima.

#### Iwo Jima
Vào ngày 10 tháng 2, Đội đặc nhiệm 52.2 (đội tàu sân bay hỗ trợ) dưới quyền Chuẩn đô đốc Calvin T. Durgin thuộc Lực lượng Đặc nhiệm 52 Đệ Ngũ hạm đội xuất phát từ Ulithi; O'Flaherty nằm trong thành phần hộ tống cho Đơn vị Đặc nhiệm 52.2.1 dưới quyền Chuẩn đô đốc Clifton Sprague, được hình thành chung quanh các tàu sân bay hộ tống Natoma Bay, Petrof Bay, Sargent Bay, Steamer Bay và Wake Island. Thành phần hộ tống bảo vệ còn bao gồm tàu khu trục Ralph Talbot (DD-390) và các tàu hộ tống khu trục Richard S. Bull (DE-402), Richard M. Rowell (DE-403) và Grady (DE-445). Đội đặc nhiệm 52.2 đi đến Saipan vào ngày 12 tháng 2, nơi các cuộc tổng dượt sau cùng được tiến hành, và O'Flaherty tạm thời được điều sang Đơn vị Đặc nhiệm 52.2.2 vào ngày hôm sau trước khi quay trở lại Đơn vị Đặc nhiệm 52.2.1 vào ngày 14 tháng 2, khi họ cùng lực lượng bắn phá lên đường hướng sang Iwo Jima. Đơn vị đi đến ngoài khơi hòn đảo vào cuối ngày 15 tháng 2, khi các tàu sân bay bắt đầu tung ra các phi vụ không kích chuẩn bị xuống các vị trí của quân Nhật tại đây, và xuống các mục tiêu tại quần đảo Bonin vào sáng ngày hôm sau.

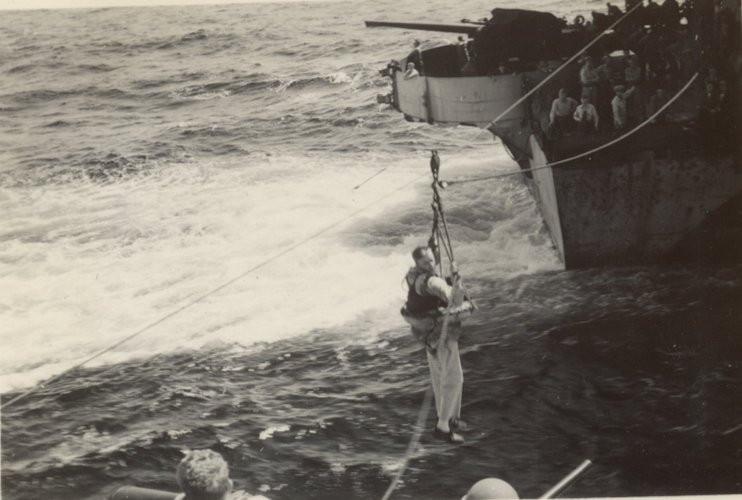
Một phi công được cứu vớt bởi O'Flaherty đang được chuyển trở lại chiếc tàu sân bay hộ tống

Sau ba ngày bị bắn phá bằng hải pháo và không kích từ các tàu sân bay, cuộc đổ bộ lên Iwo Jima diễn ra vào ngày 19 tháng 2. Sáng hôm đó, O'Flaherty bắn pháo 5-inch và pháo phòng không nhằm cố gắng phá hủy một quả thủy lôi trôi nổi, rồi trong ngày hôm đó đã cứu vớt phi công một máy bay tiêm kích FM-2 Wildcat từ tàu sân bay hộ tống Anzio bị bắn rơi trên biển. Nó chuyển một phi công bị bắn rơi trở lại chiếc Natoma Bay vào ngày 21 tháng 2, rồi được cho tách ra để cùng Wake Island, Petrof Bay, Grady và tàu khu trục Halligan (DD-584) gia nhập các đơn vị đặc nhiệm 52.2.2 và 52.2.3, sau khi tàu sân bay hạm đội Saratoga (CV-3) bị loại khỏi vòng chiến do bị máy bay Kamikaze đâm trúng.
Quay trở lại cùng Đơn vị Đặc nhiệm 52.2.1 vào ngày 23 tháng 2, O'Flaherty tiếp tục ở lại hoạt động tại khu vực Iwo Jima từ ngày 8 tháng 3 trong thành phần Đơn vị Đặc nhiệm 52.2.3, bao gồm Wake Island, Saginaw Bay và Tulagi, sau khi Đơn vị Đặc nhiệm 52.2.1 rút lui về Ulithi. Sau khi sân bay tại Iwo Jima sẵn sàng cho việc tiếp nhận máy bay Không lực làm nhiệm vụ hỗ trợ tác chiến trên bộ, O'Flaherty cùng với Đơn vị Đặc nhiệm 52.2.3 là những tàu sân bay hộ tống cuối cùng rời khu vực vào ngày 11 tháng 3, và về đến Ulithi ba ngày sau đó.

## Phần thưởng
O'Flaherty được tặng thưởng bốn Ngôi sao Chiến trận do thành tích phục vụ trong Thế Chiến II.
|                                                       |  |  |
| Bronze star · Bronze star · Bronze star · Bronze star |  |  |

| Dãi băng Hoạt động Tác chiến (truy tặng)                                | Dãi băng Hoạt động Tác chiến (truy tặng) | Huân chương Chiến dịch Hoa Kỳ        | Huân chương Chiến dịch Hoa Kỳ     |
| Huân chương Chiến dịch Châu Á-Thái Bình Dương với 4 Ngôi sao Chiến trận | Huân chương Chiến thắng Thế Chiến II     | Huân chương Chiến thắng Thế Chiến II | Huân chương Giải phóng Philippine |